# 國王峽谷
國王峽谷（Kings Canyon）是澳大利亞北領地瓦塔卡國家公園的一部分，位於愛麗絲泉西南323公里，達爾文南方1316公里處。國王峽谷首次被歐洲人發現是在1872年。現在國王峽谷憑藉其險峻的地形而成為澳大利亞著名的戶外活動地點。

## 外部連結
- Kings Creek Station（页面存档备份，存于）